# Paul Eichmann
Paul Eichmann (* 4. Dezember 1898 in Schalke; † 9. Januar 1978 in Haltern) war erster „Ober“bürgermeister von Marl und drei Jahre lang zweiter Vorsitzender des Fußballvereins FC Schalke 04.

## Familie
Paul Eichmann, ein Katholik, heiratete in eine jüdische Familie ein; er war mit Martha Eichmann, geb. Rosenthal (1903–1991) verheiratet.
Dieser Ehe entstammte die Tochter Ruth, die 1933 als Schutzmaßnahme gegen die Verfolgung durch die Nationalsozialisten römisch-katholisch getauft wurde. Sie trat später den Ursulinen-Schwestern bei und wurde bekannt als Johanna Eichmann. Sie gründete und leitete  u. a. das Jüdische Museum Westfalen in Dorsten und war Ehrenbürgerin von Dorsten.

## Leben
Paul Eichmann war von 1922 bis 1927 in Hüls (heute Marl-Hüls) beim jüdischen Möbelhändler Boldes tätig. Vom 1. April 1927 an war er Geschäftsführer des Möbelhauses Adolf Reinhard an der Hülsstraße.
Nach dem Einmarsch der amerikanischen Truppen in Marl am 31. März 1945 begann die Besatzungsbehörde unverzüglich mit der Neuordnung der Verwaltung. Nach Beendigung der Kampfhandlungen setzten allgemeine Plünderungen ein. Die Fremdarbeiter nutzten ihre wiedererlangte Freiheit aus; aber auch Deutsche versuchten in den Einzelhandelsgeschäften zu plündern. Am 1. April 1945 wurde Paul Eichmann nach der Auseinandersetzung mit einer plündernden Frau ohne weitere Erklärung aus dem Möbelgeschäft Reinhard geholt und in einem Jeep zur gerade eingerichteten Kommandantur der amerikanischen Besatzung an der heutigen Otto-Hue-Straße gebracht. Es folgte ein mehrstündiges Verhör. Danach sagten die verhörenden Offiziere zu Paul Eichmann: „You are now ‚Oberbürgermeister’ from Marl!“ (deutsch: „Sie sind nun Oberbürgermeister von Marl!“) Der parteilose Paul Eichmann versuchte vergebens, den amerikanischen Offizieren die kommunale Struktur zu erklären, wonach Marl resp. Hüls kreisangehörige Gemeinden seien. Die Offiziere blieben aber bei ihrer Entscheidung, Paul Eichmann zum „Oberbürgermeister“ von Marl zu ernennen. Erst nach 23 Tagen fiel der amerikanischen Besatzungsmacht auf, dass dem Kaufmann Paul Eichmann nach der geltenden Amtsverfassung nur die Funktion und Anrede eines Amtsbürgermeisters zukamen.
Als neuer Marler Bürgermeister begann Paul Eichmann schnell zu handeln. Er besorgte unbürokratisch Decken für die heimkehrenden und durchreisenden Soldaten, Verpflegung für die Marler Bevölkerung und Unterkünfte für Flüchtlinge und Bombengeschädigte. Er schaffte es auch, dass die amerikanischen Besatzer die kompensierte Butter als Sonderration für die Marler Bevölkerung freigaben.
Eichmann bekleidete das Amt des Bürgermeisters der Stadt Marl vom 1. April 1945 bis zum 24. April 1946 und wurde anschließend im Zuge der neuen Gemeindeordnung vom 23. April 1945 bis zum 24. April 1946 Amtsbürgermeister. Bei der anschließenden Neuordnung der Ämter stand Eichmann nicht mehr zur Verfügung. Er wünschte, sich endlich als Kaufmann selbständig machen zu können, was ihm während der Zeit des Nationalsozialismus wegen der Ehe mit einer jüdischen Frau nicht erlaubt worden war.
Sein Nachfolger als Bürgermeister der Stadt Marl wurde am 24. April 1946 Rudolf Heiland, der später auch das Amt des Amtsbürgermeisters übernahm. Direkter Nachfolger Eichmanns als Amtsbürgermeister von Marl wurde 1946 der Schuhmachermeister Cornelius.
Als gebürtiger Schalker nahm Paul Eichmann regen Anteil am heimischen Sport. Schon vor der Kapitulation am 8. Mai 1945 wurde er Mitglied im neu geschaffenen Zonensportrat und Vorsitzender des Fußballverbandes Nordrhein-Westfalen. Außerdem war er viele Jahre Gönner des TSV Marl-Hüls und drei Jahre 2. Vorsitzender bei FC Schalke 04. In dieser Funktion organisierte er schon im Sommer 1945 mit Genehmigung der Briten ein Fußballspiel auf dem Sportplatz im Volkspark der Stadt Marl. Etwa 10.000 Menschen wohnten dieser ersten Sportbegegnung teil und sahen, wie die Hülser Stadtmannschaft mit 0:9 Toren dem FC Schalke unterlag. 
Paul Eichmann – Marls erster und einziger „Oberbürgermeister“ – starb am 9. Januar 1978 an einem Herzinfarkt.